# Discepolo che Gesù amava
La perifrasi discepolo che Gesù amava (in greco antico: μαθητὴς ὃν ἠγάπα ὁ Ἰησοῦς?, ho mathētēs hon ēgapā ho Iēsous)  è utilizzata nel Vangelo secondo Giovanni per indicare, secondo la tradizione, lo stesso Giovanni, anche se gli ultimi studi di alcuni esegeti escludono che si tratti di Giovanni l'apostolo.  La vecchia traduzione "discepolo prediletto" è stata abbandonata da molti traduttori, perché sembra suggerire una preferenza particolare per questo discepolo, sfumatura che è assente nel testo greco. 

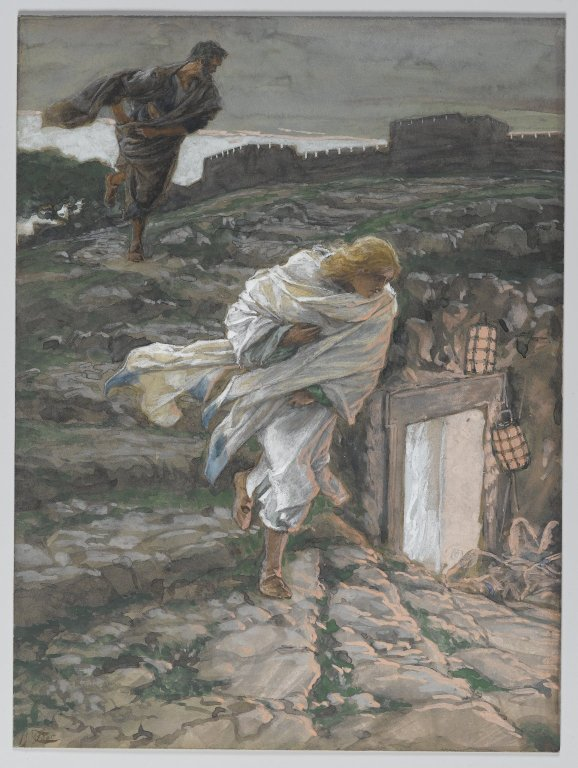
San Pietro e San Giovanni accorrono al Santo Sepolcro vuoto. Opera di James Tissot, 1886-1894, collezione del Brooklyn Museum di New York.

## Occorrenze nel Vangelo di Giovanni
Il "discepolo che Gesù amava" compare in vari passi:
- nel cenacolo, quando Gesù annuncia il tradimento, reclina il suo capo sul petto del maestro (13, 23[2]);
- è presente sotto la croce di Gesù (19,26-27[3]);
- viene avvisato insieme con Pietro da Maria Maddalena del fatto che "hanno portato via il Signore dal sepolcro"; vi corre insieme a Pietro e vi giunge prima di lui, ma non entra; entrato dopo Pietro, "vide e credette" (20,1-10[4]);
- riconosce il Signore risorto durante la pesca sul lago di Galilea (21,7[5]);
- segue Gesù insieme a Pietro durante l'episodio che segue al precedente: Pietro domanda a Gesù cosa ne sarebbe stato del discepolo, e Gesù risponde (in maniera non chiara) "Se voglio che rimanga finché io venga, che t'importa? Tu, seguimi". Ciò diffonde tra i fratelli della comunità la credenza che quel discepolo non sarebbe morto (21,20-23[6]).

L'episodio dell'Ultima Cena suggerisce che il discepolo amato sia uno degli apostoli, dato che secondo i Sinottici solo essi vi parteciparono (c. Marco 14, 17, Matteo 26, 20, Luca 22, 14).
La testimonianza del discepolo amato sarebbe all'origine del quarto vangelo  (c.19, 25 e 19, 35), anzi egli ne sarebbe addirittura l'autore (c. 21, 20 e 21, 24).

## L'identificazione con Giovanni evangelista
Nella tradizione antica il discepolo amato è concordemente identificato dai commentatori con Giovanni figlio di Zebedeo e fratello di Giacomo. L'ipotesi sembra tuttora spiegare al meglio i dati a nostra disposizione. Attualmente, tale interpretazione non è condivisa, e gli esegeti del cattolico Nuovo Grande Commentario Biblico osservano che "l'autore di Giovanni 21 chiaramente non identifica il discepolo prediletto, che sta all'origine della tradizione giovannea, con Giovanni figlio di Zebedeo. Giovanni 21,2 parla de «i (figli) di Zebedeo», mentre Gv 21,7.20 parla del discepolo prediletto. Altrove, il vangelo pare separare i Dodici dagli altri discepoli del Signore, nei quali sarebbe compreso il discepolo prediletto".
Occorre, comunque, cercare la motivazione per cui l'evangelista decise di celare il proprio nome dietro una perifrasi.
Le possibili spiegazioni sono principalmente due:
1. Una esigenza di umiltà volta a controbilanciare l'evidenza che questo vangelo attribuisce alla figura dell'apostolo Giovanni. Il quarto vangelo, infatti, è l'unico a raccontare l'atteggiamento affettuoso di Gesù con Giovanni durante l'Ultima Cena, la permanenza di Giovanni con Maria sotto la Croce dopo che tutti gli altri apostoli erano fuggiti (anche Pietro, detto Cefa, inteso come capo) e l'affidamento di Maria a Giovanni in Ecce Homo. Esplicitando il proprio nome, l'evangelista correva il rischio di essere frainteso: si sarebbe potuto pensare che stesse raccontando questi episodi o per propria gloria o per rivendicare qualche forma di primato nella comunità apostolica.
2. Giovanni ha voluto testimoniare l'affetto di Gesù non per rivendicare una particolare predilezione per lui, ma per proporlo come possibilità per tutti i lettori. Chiunque legga il quarto vangelo è invitato a scoprire la bellezza di potersi egli stesso definire "discepolo amato dal Signore". Il rapporto fra Gesù e discepolo è proposto come un modello in tutti i suoi aspetti: affetto e confidenza reciproca, affiliazione a Maria, fede, ecc.[senza fonte]

Uno dei motivi della mancata identificazione con san Pietro apostolo deriva da Marco 8:27-35, nel quale Gesù reagisce al rimprovero di Cefa, che a nome dei discepoli lo invita a non annunciare pubblicamente la Passione che lo attendeva. La reazione del Figlio di Dio non è presente in nessuno dei passi riferiti al discepolo prediletto.